# Dorian Gray (película)
Dorian Gray (conocida como El retrato de Dorian Gray en Hispanoamérica y España) es una película británica, una adaptación de la novela de 1890 de Oscar Wilde El retrato de Dorian Gray. La adaptación cinematográfica está dirigida por Oliver Parker, escrita por Toby Finlay (siendo este su primer guion), y protagonizada por Ben Barnes. La película fue estrenada en el Reino Unido el 9 de septiembre de 2009. Se comenzó a filmar en el verano de 2008 en Ealing Studios y varios lugares de Londres, finalizando en octubre.[cita requerida]  El filme recibió £500,000 de parte de la National Lottery, provenientes del Fondo Premiere del UK Film Council. Esta es la tercera película filmada en Ealing Studios en 2008, junto a Easy Virtue y From Time to Time.

## Sinopsis
A finales del siglo XIX, Dorian Gray (Ben Barnes) hereda una mansión en la ciudad de Londres.
Su juventud va acompañada de una belleza envidiable, un halo de inocencia y un carisma abrasador. Cuando Dorian ve el cuadro en el que lo ha retratado un artista de sociedad, Basil Hallward (Ben Chaplin), cree que su belleza es la responsable de la nueva forma del arte de Basil. Así, Dorian lanza una superficial afirmación ofreciendo su alma al diablo a cambio de permanecer tal y como aparece en el cuadro para siempre.
Siendo bueno e inocente, se enamora de una joven llamada Sybil Vane, con la que decide casarse. Pero un amigo de Basil, llamado Lord Henry Wotton, un hombre maduro y frívolo, lo induce a ir a clubes y burdeles haciendo pequeñas travesuras, así como dándole consejos pertinentes a vivir plenamente aprovechando la juventud, considerando esta, la única cosa verdadera y valiosa en este mundo.
Poco a poco, Dorian se va corrompiendo hasta que rompe el corazón de su amada Sybil quien además estaba embarazada, lo que la lleva al suicidio, despertando la venganza de su hermano James Vane, quien jura matar a Dorian. El apuesto joven se vuelve un asesino, egoísta, frívolo y hedonista.
Con el paso de los años, su aspecto físico no se ve alterado y, mientras tanto, el cuadro va reflejando no sólo el envejecimiento físico sino el deterioro putrefacto de su alma marchita y venenosa. Lord Henry, ya entrado en años, ve con asombro la juventud de Dorian, pero se arrepiente de lo que le indujo  a hacer en el pasado, por lo que lo rechaza, pues sospecha la naturaleza sobrenatural de su lozanía y teme que haga daño a otras personas.
Investigando, Lord Henry descubre el paradero del cuadro y que sólo la destrucción del mismo liberará a Dorian y lo rescatará de sus pecados. Pero en ese momento llega Dorian, enfrascándose ambos en una discusión que deviene en pelea cuando Lord Henry descubre una prueba de que Dorian asesinó a Basil, y, en un arranque de furia, se vale de una lámpara de aceite para hacer arder el cuadro. En eso llega Emily. Lord Henry logra sacarla del ático dejando a Dorian encerrado en medio del incendio. Emily, quien ama a Dorian, sabe que él posee una copia de la llave del ático, pero este se resiste a salir y la obliga a alejarse. Emily obedece, obligada por el fuego, que está en su apogeo. Luego de despedirse, Dorian atraviesa con una lanza el cuadro y de inmediato comienza a envejecer y a desfigurarse mientras es consumido por las llamas. 
Tiempo después, Lord Henry sube a la habitación clausurada a ver el retrato de Dorian Gray, que brilla nuevamente con toda la radiantez de su frescura, lozanía y mocedad.

## Reparto[3]
- Ben Barnes es Dorian Gray.
- Colin Firth es Lord Henry Wotton.
- Rebecca Hall es Emily Wotton.
- Ben Chaplin es Basil Hallward.
- Emilia Fox es Victoria, Lady Henry Wotton.
- Rachel Hurd-Wood es Sibyl Vane.
- Fiona Shaw es Agatha.
- Maryam d'Abo es Gladys.
- Pip Torrens es Victor.
- Douglas Henshall es Alan Campbell.
- Caroline Goodall es Lady Radly.
- Michael Culkin es Lord Radley.
- Johnny Harris es James Vane.
- Max Irons es Lucius.